# 밀로시 부벨라
밀로시 부델라(슬로바키아어: Miloš Bubela, 1992년 8월 25일~)는 슬로바키아의 아이스하키 선수이다. 2018년 동계 올림픽 아이스하키 종목에 참가했다.